# Lijst van nummer 1-hits in Australië in 2005
Deze hits stonden in 2005 op nummer 1 in de ARIA Charts, de bekendste hitlijst in Australië.
| Datum        | Artiest                                        | Titel                             |
| ------------ | ---------------------------------------------- | --------------------------------- |
| 2 januari    | Anthony Callea                                 | The Prayer                        |
| 9 januari    | Anthony Callea                                 | The Prayer                        |
| 16 januari   | Anthony Callea                                 | The Prayer                        |
| 23 januari   | Anthony Callea                                 | The Prayer                        |
| 30 januari   | Nitty                                          | Nasty Girl                        |
| 6 februari   | Nitty                                          | Nasty Girl                        |
| 13 februari  | Nelly & Tim McGraw                             | Over And Over                     |
| 20 februari  | Nelly & Tim McGraw                             | Over And Over                     |
| 27 februari  | Nelly & Tim McGraw                             | Over And Over                     |
| 6 maart      | Nelly & Tim McGraw                             | Over And Over                     |
| 13 maart     | Nelly & Tim McGraw                             | Over And Over                     |
| 20 maart     | Brian McFadden & Delta Goodrem                 | Almost Here                       |
| 27 maart     | Anthony Callea                                 | Rain / Bridge over Troubled Water |
| 3 april      | Anthony Callea                                 | Rain / Bridge over Troubled Water |
| 10 april     | Jesse McCartney                                | Beautiful Soul                    |
| 17 april     | Jesse McCartney                                | Beautiful Soul                    |
| 24 april     | Jesse McCartney                                | Beautiful Soul                    |
| 1 mei        | Jesse McCartney                                | Beautiful Soul                    |
| 8 mei        | Snoop Dogg, Charlie Wilson & Justin Timberlake | Signs                             |
| 15 mei       | Snoop Dogg, Charlie Wilson & Justin Timberlake | Signs                             |
| 22 mei       | Will Smith                                     | Switch                            |
| 29 mei       | The Black Eyed Peas                            | Don't Phunk with My Heart         |
| 5 juni       | Gwen Stefani                                   | Hollaback Girl                    |
| 12 juni      | Gwen Stefani                                   | Hollaback Girl                    |
| 19 juni      | Gwen Stefani                                   | Hollaback Girl                    |
| 26 juni      | Backstreet Boys                                | Incomplete                        |
| 3 juli       | Mariah Carey                                   | We Belong Together                |
| 10 juli      | Mariah Carey                                   | We Belong Together                |
| 17 juli      | Akon                                           | Lonely                            |
| 24 juli      | Akon                                           | Lonely                            |
| 31 juli      | Crazy Frog                                     | Axel F                            |
| 7 augustus   | Crazy Frog                                     | Axel F                            |
| 14 augustus  | Crazy Frog                                     | Axel F                            |
| 21 augustus  | Akon                                           | Lonely                            |
| 28 augustus  | 2Pac                                           | Ghetto Gospel                     |
| 4 september  | The Pussycat Dolls & Busta Rhymes              | Don't Cha                         |
| 11 september | The Pussycat Dolls & Busta Rhymes              | Don't Cha                         |
| 18 september | The Pussycat Dolls & Busta Rhymes              | Don't Cha                         |
| 25 september | The Pussycat Dolls & Busta Rhymes              | Don't Cha                         |
| 2 oktober    | The Pussycat Dolls & Busta Rhymes              | Don't Cha                         |
| 9 oktober    | Shannon Noll                                   | Shine                             |
| 16 oktober   | The Pussycat Dolls & Busta Rhymes              | Don't Cha                         |
| 23 oktober   | The Pussycat Dolls & Busta Rhymes              | Don't Cha                         |
| 30 oktober   | Kanye West & Jamie Foxx                        | Gold Digger                       |
| 6 november   | Kanye West & Jamie Foxx                        | Gold Digger                       |
| 13 november  | Kanye West & Jamie Foxx                        | Gold Digger                       |
| 20 november  | Madonna                                        | Hung Up                           |
| 27 november  | The Black Eyed Peas                            | My Humps                          |
| 4 december   | The Black Eyed Peas                            | My Humps                          |
| 11 december  | Kate DeAraugo                                  | Maybe Tonight                     |
| 18 december  | Kate DeAraugo                                  | Maybe Tonight                     |
| 25 december  | Lee Harding                                    | Wasabi / Eye of the Tiger         |